# Gare de Mukaigawara
La gare de Mukaigawara (向河原駅, Mukaigawara-eki) est une gare ferroviaire située dans la ville de Kawasaki, dans la préfecture de Kanagawa au Japon. Elle est exploitée par la East Japan Railway Company (JR East). 

## Situation ferroviaire
La gare de Mukaigawara est située au point kilométrique (PK) 6,6 de la ligne Nambu.

## Histoire
La gare est inaugurée le 9 mars 1927. De 1940 à 1944, la gare s'est appelée gare de Nihon-Denki-mae.

## Service des voyageurs

### Accueil
La gare dispose d'un bâtiment voyageurs, avec guichets, ouvert tous les jours.

### Desserte
- Ligne Nambu :
  - voie 1 : direction Kawasaki
  - voie 2 : direction Musashi-Mizonokuchi et Tachikawa